# Xian de Nancheng
Pour les articles homonymes, voir Nancheng.
Le xian de Nancheng (南城县 ; pinyin : Nánchéng Xiàn) est un district administratif de la province du Jiangxi en Chine. Il est placé sous la juridiction de la ville-préfecture de Fuzhou.

## Démographie
La population du district était de 287 466 habitants en 1999.